# Gare d’Escalquens
Gare d'Escalquens – stacja kolejowa w Escalquens, w departamencie Górna Garonna, w regionie Oksytania, we Francji.
Została otwarta w 1857 przez Compagnie des chemins de fer du Midi et du Canal latéral à la Garonne. Jest stacją Société nationale des chemins de fer français (SNCF), obsługiwaną przez pociągi TER Midi-Pyrénées.